# Теория координированного управления смыслами
Тео́рия координи́рованного управле́ния смы́слами, теория координированного управления смыслообразованием (англ. Coordinated management of meaning theory) – коммуникативная теория, нацеленная на улучшение существующих социальных миров путем оптимизации качества человеческого общения.

## История исследования
Теория координированного управления смыслами была разработана Барнеттом Пирсом (Barnett W. Pearce) и Верноном Кроненом (Vernon E. Cronen) в середине 1970-х годов, что позволяет отнести ее к одной из первых теорий, созданных в рамках непосредственно коммуникативистики, а не привнесенных в нее из других научных дисциплин. Теория имеет корни в таких направлениях научного поиска, как социальный конструкционизм, прагматизм, риторика, символический интеракционизм, этнометодология.   Теория – это результат переосмысления и синтеза многих современных концепций осмысления коммуникации. Представление о возможности социального конструирования смыслов стало следствием постмодернистского подхода к смыслу как результату взаимодействия между авторами и аудиторией в рамках как межличностной, так и институциональной коммуникации. Согласно Б. Пирсу, коммуникация – это коллективное, социальное управление смыслообразованием, при котором объекты социального мира являются не внешними предметами и сущностями, а следствием социальных действий и реконструкции смыслов в ходе коммуникации.
Методы теории постоянно совершенствуются ее авторами, в частности, одним из ее авторов Б. Пирсом. ТКУС развивается в основном в рамках западной научной парадигмы, в то время как в отечественной науке она упоминается только в нескольких обзорных публикациях и учебных пособиях по социологии и теории коммуникации.
ТКУС находится на завершающей стадии институционализации и обладает потенциалом для дальнейшего развития. В ТКУС имеется развитое проблемное поле и оригинальный категориальный аппарат, а также признание со стороны как иностранного, так и отечественного научного сообщества.

## Ключевые аспекты теории
Одним из основных понятий в ТКУС являются социальные миры – сущности, которые создаются индивидами в процессе коммуникации. Социальные миры отличаются разнообразием, изменчивостью и открытостью для перемен. Социальный мир соотносится с индивидом так же, как окружение соотносится с вещью.
Главным подходом в ТКУС является коммуникативная перспектива, когда взгляд исследователя нацелен непосредственно на коммуникацию, а не через нее. Это связано с тем, Б. Пирс считал коммуникацию не просто средством передачи информации и одним из видов человеческой деятельности – он полагал, что коммуникация является основой всего человеческого существования.
Ключевые положения ТКУС:
- Взгляд на социальные группы как на кластеры индивидов, для которых коммуникация является смыслом жизни;
- Внимание не только к эпизоду коммуникации, но также к истории и перспективе отношений;
- Изучение коммуникации как реализации одной из неограниченного числа возможностей;
- Объекты и события социальных миров рассматриваются как «локальные» условия более универсальных процессов коммуникации, создаваемых людьми коллективно и индивидуально;
- Коммуникация оказывает значительное влияние на качество и условия жизни людей, а также на социальные миры вокруг них;
- Используемый коммуникантами язык также судьбоносен – он выделяет одни предметы и явления и игнорирует другие, выражает отношение к тому, о чём идёт речь, координирует человеческие действия и т. д.

Понятия теории координированного управления смыслами:
- Когерентность – согласованность социальных действий и высказываний;
- Координация – механизм организации нарративов;
- Тайна – ограниченность возможностей взвешенного и верифицируемого исследования нарративов и способов их сцепления.

Формирование смыслов в ТКУС исследуются в соответствии с оригинальным инструментарием и разработанными моделями коммуникации. Элементами моделей коммуникации по Б. Пирсу являются личность индивидов, эпизод, качество и особенности взаимоотношений с другими коммуникантами. Выделяются несколько таких моделей:
- Иерархичная (иерархическая) модель – соподчиненность контекстов в процессе социального взаимодействия, отличается эффективностью и статичностью;
- Серпантин – развертывание событий, предшествовавших коммуникации и последовавших за ней, так как эти события могут оказать большое влияние на индивидов;
- Лепестковая – отражение факта, что человек в любой ситуации общения находится более чем в одном диалоге: он обращается к другим аудиториям (в центре модели – единица речи, «лепестки» - диалоги, в которых находится индивид);
- Модель расхождения между рассказываемыми и проживаемыми историями – отражение взаимосвязи между реальным и субъективным в коммуникации [2].

Существует также несколько разновидностей так называемых узлов историй. Узлы характеризуют взаимосвязь между текстом и контекстом. Существуют следующие узлы историй:
- «магические узлы», где текст и контекст взаимно обусловлены;
- «опасные узлы», когда текст и контекст обессмысливают друг друга;
- «странные узлы», когда текст и контекст трансформируют друг друга [1].

## Модель LUUUTT
Главным инструментом в ТКУС является модель LUUUTT, нацеленной на толкование грамматики рассказанных историй. Название связано с шестью существующими типами историй и связанных с нарративом процессов:
1. Stories Lived (прожитые истории) – совместно конструируемые паттерны, реализуемые с участием других субъектов коммуникации;
2. Unknown Stories (неизвестные истории);
3. Untold Stories (нерассказанные истории);
4. Unheard Stories (неуслышанные истории);
5. Stories Told (рассказанные истории) – объяснительные паттерны, используемые людьми для того, чтобы осознать смысл прожитых историй;
6. Storytelling (рассказывание историй) [3].

В центре модели стоит само рассказывание историй, к которому Б. Пирс относит и, к примеру, научную деятельность, поскольку она осуществляется посредством коммуникации. «Люди рождаются в историях; социальный и исторический контекст постоянно побуждает их рассказывать и помнить истории определенных событий, а другие оставлять без историй».
Практики коммуникации тесно связаны с ее типом. Пирс выделяет три таких типа:
- Монокультурный, где коммуницируют представители одного и того же сообщества;
- Этноцентрический – члены сообщества разделены на «своих» и «чужих»;
- Космополитический – коммуниканты живут в различных, иногда противоположных социальных реальностях.

## Применение
Инструментарий, предложенный авторами ТКУС, предоставляет возможности для целенаправленного моделирования эпизодов коммуникации, минимизации непредсказуемости, и, как следствие, влияния на смыслы. Благодаря наличию универсальных объяснительных схем исследования, основанные на теории координированного управления смыслообразованием, показывают высокую эффективность как на микросоциологическом, так и на макросоциологическом уровне.
На данный момент ТКУС активно используется в рамках изучения межкультурной коммуникации, публичного дискурса и межличностного взаимодействия, а также при анализе маркетинговой коммуникации, при поиске возможностей для моделирования смыслообразования в рамках конфликтологической науки. Кроме того, были предприняты попытки к объединению ТКУС и структурализации Э. Гидденса. На современном этапе в рамках ТКУС разрабатывается концепция иерархии смыслов в коммуникации, а также объясняются основы социальной коммуникации.

## Критика
Несмотря на теоретическую и практическую ценность концепции Б. Пирса и В. Кронена, некоторые ее положения носят гипотетический характер и требуют дальнейшего развития и верификации. В частности, тезис об уникальности каждой ситуации взаимодействия сужает возможности выработки универсальных систематизированных подходов к анализу смыслообразования. Ограниченность прикладного потенциала КУС заключается, прежде всего, в недостаточной развитости прогностических возможностей: применение разработанных в данной теории подходов позволяет проанализировать сложившуюся ситуацию, но не дает достаточных инструментов для выявления сценариев дальнейшего развития взаимодействия.